# Astragalus stenocystis
Astragalus stenocystis är en ärtväxtart som beskrevs av Aleksandr Andrejevitj Bunge. Astragalus stenocystis ingår i släktet vedlar, och familjen ärtväxter. Inga underarter finns listade i Catalogue of Life.